# Оук-Гроув (Міннесота)
Оук-Гроув (англ. Oak Grove) — місто (англ. city) в США, в окрузі Анока штату Міннесота. Населення — 8929 осіб (2020).

## Географія
Оук-Гроув розташований за координатами 45°20′32″ пн. ш. 93°19′19″ зх. д. / 45.34222° пн. ш. 93.32194° зх. д. (45.342116, -93.321937). За даними Бюро перепису населення США в 2010 році місто мало площу 91,06 км², з яких 87,67 км² — суходіл та 3,39 км² — водойми.

## Демографія
Згідно з переписом 2010 року, у місті мешкала 8031 особа в 2744 домогосподарствах у складі 2237 родин. Густота населення становила 88 осіб/км². Було 2882 помешкання (32/км²).
Расовий склад населення:
| - 95,8 % — білих - 1,9 % — азіатів - 0,5 % — чорних або афроамериканців - 0,3 % — корінних американців |

До двох чи більше рас належало 1,3 %. Частка іспаномовних становила 1,2 % від усіх жителів.
За віковим діапазоном населення розподілялося таким чином: 26,5 % — особи молодші 18 років, 65,3 % — особи у віці 18—64 років, 8,2 % — особи у віці 65 років та старші. Медіана віку мешканця становила 40,0 року. На 100 осіб жіночої статі у місті припадало 109,5 чоловіків; на 100 жінок у віці від 18 років та старших — 109,1 чоловіків також старших 18 років.
Середній дохід на одне домашнє господарство становив 95 513 долари США (медіана — 87 431), а середній дохід на одну сім'ю — 101 449 доларів (медіана — 96 096). Медіана доходів становила 59 228 доларів для чоловіків та 42 286 доларів для жінок. За межею бідності перебувало 3,6 % осіб, у тому числі 5,1 % дітей у віці до 18 років та 1,3 % осіб у віці 65 років та старших.
Цивільне працевлаштоване населення становило 4352 особи. Основні галузі зайнятості: освіта, охорона здоров'я та соціальна допомога — 19,8 %, виробництво — 18,7 %, будівництво — 11,0 %, науковці, спеціалісти, менеджери — 9,6 %.